# Округ Сали (Јужна Дакота)
Сали (енгл. Sully County) је округ у америчкој савезној држави Јужна Дакота.

## Демографија
По попису из 2010. године број становника је 1.373, што је 183 (-11,8%) становника мање него 2000. године.
| Група             | 2000.         | 2010.         |
| Белци             | 1.516 (97,4%) | 1.323 (96,4%) |
| Афроамериканци    | 0 (0,0%)      | 1 (0,1%)      |
| Азијати           | 2 (0,1%)      | 0 (0,0%)      |
| Хиспаноамериканци | 12 (0,8%)     | 12 (0,9%)     |
| Укупно            | 1.556         | 1.373         |